# Speak & Spell (album)
- Dreaming of MeA Depeche Mode 1981-es Speak & Spell című nagylemezéről

Nem tudod lejátszani a fájlt?
A Speak & Spell című album a brit Depeche Mode debütáló stúdióalbuma, mely 1981. október 5-én, más információk szerint október 29-én jelentetett meg a Mute Records. Ez volt a csapat egyetlen albuma, melyen Vince Clarke közreműködött. Az album sokkal könnyedebb hangvételű, mint későbbi albumaik.
Az album a 10. helyezést érte el az Egyesült Királyság albumlistáján, és bekerült a 2000-ben megjelent könyv, a "Minden idők legjobb 1000 albuma" közé, ahol a 991. helyet érte el.

## Előzmények
Ez volt az egyetlen Depeche Mode album, melyen Vince Clarke közreműködött, mielőtt megalakította a Yazoo-t, majd később az Erasure-t.
Az album hangszínekben, és dallamokban is lényegesen könnyedebb, mint későbbi albumaik, mely nagyrészt Clarke írásainak tulajdonítható. Távozása után Martin Gore vette át a dalszerzői feladatokat, és a zenekar szinte minden anyagát ő írta. Az általa írt albumok jóval sötétebb témákat, és dallamokat mutattak be.
Amikor 2005-ben Simon Amstell interjút készített a Channel 4 nevű televízió Popworld című műsorában, Gore és Fletchter is azt nyilatkozták, hogy a "What's Your Name?" című dal volt minden idők legkevésbé kedvenc Depeche Mode daluk.

## Kritikák
A "Speak & Spell" album általában pozitív kritikákat kapott. A Record Mirror munkatársa méltatta a Depeche Mode okos egyszerűségét, és megjegyezte, hogy az album "sok csodálni valót, és kevés csalódást" hordoz magában. Megjegyezte továbbá, hogy a csapat fő készsége a művészet művészet nélküli megszólalásban rejlik. Az egyszerű szintetizátoros dallamok, Gahan dallamos, de nem drámai éneklése, és a lényegre törő, trükköktől mentes produkciók mind-mind segítenek elérni ezt a kikényszeríthetetlen hatást. Összességében úgy írja le, mint "a kényszeres táncdallamok bájos, pimasz gyűjteményét". Mike Stand (Smash Hits) ezt írta: A szintetizátorok, és a rágógumi hangzás úgy járnak együtt, mint a konzerv őszibarack és a Carnation, ezért a csapat slágereiben a dallam, a rendezetlen elektronika, és a szép hangok humanizáló harmoniában vannak. Paul Morley a New Musical Express munkatársa az albumot nagylelkű, buta, fogékony elektro-csiklandós poplemeznek írta le, aminek könyörtelen pörgőssége és elvtelen vidámsága ellenére bíztató, nem pedig elkeserítő. A zene elterelő vitalitása során arra a következményre jut, hogy a Depeche Mode gyorsan mozoghatna, messze fel, és távol attól, hogy enyhén szarkasztikus csilingeléseket alkosson.
Paul Colbert (Melody Maker) úgy érezte, hogy a Depeche Mode "győztes közvetlenséggel" beszél, majd az albumot a "motiváció mozgató óriásának nevezte, amely minden izmot rávesz arra, hogy időben ugorjon a zenével együtt", ugyanakkor azonban kritizálta bizonyos dalok jelenlétét, mint például a "Nodisco" amely megismétli a korábbi gondolatokat, és érzéseket anélkül, hogy új nézeteket adna hozzá. Rob White a Christchurch Press-től kevésbé volt pozitív az albummal kapcsolatban. Az album zenéjét azonnali popnak, eldobhatónak, és értékesnek nevezte, mint az örömteli hattyú a borítón...megjegyezve, hogy a dalok valójában elfújnak a széllel..ha nem lennének képesek véletlenül olyan dallamkampókat találni, amelyek minden tiltakozás nélkül magukkal sodornak. Nem utolsósorban végül unalmasnak nevezte az albumot.
Az AllMusic retrospektív ismertetőjében Ned Raggett az albumot egyszerre konzervatív, funkcionális poplemeznek, és úttörő kiadványnak nevezte, és "hígítatlan örömnek" nevezte. Nitsuh Abebe a Pitchforktól azt mondta, hogy az album nem olyan stílusos futurizmust tartalmaz, hanem olyan tinédzserek boldog zajait, akik stílusos futurizmusnak hitték - elbűvölő komolysággal. 2005 januárjában a Spek & Spell az "esszenciális" albumok közé került a Mojo magazin "Depeche Mode + the Story of Electro-Pop különkiadásában.
| Értékelések                   |           |
| Értékelő                      | Értékelés |
| AllMusic                      | [ 7 ]     |
| Pitchfork                     | 7.5/10    |
| Record Mirror                 | [ 9 ]     |
| Rolling Stone                 | [ 10 ]    |
| The Rolling Stone album Guide | [ 11 ]    |
| Smash Hits                    | 7/10      |
| Sounds                        | [ 13 ]    |
| Spin Alternative Record Guide | 7/10      |
| Uncut                         | [ 15 ]    |
| The Village Voice             | C+        |

## 2006-os újrakiadás
Az albumot 2006. április 3-án adták ki újra (a Music for the Masses és a Violator című albumokkal együtt), a Mute kiadó kiterjedt Depeche Mode újrakiadási ütemtervének részeként. Ez a különleges kiadás dupla lemezes volt, amely tartalmazott egy hibrid SACD/CD-t és egy DVD-t. Ez a formátum öt formátumban tartalmazta az albumot – többcsatornás SACD, sztereó SACD, PCM sztereó CD, DTS 5.1 és Dolby Digital 5.1.
Az Egyesült Államokban az albumot 2006. június 2-án adták ki újra, azonban az amerikai változat csak CD-t tartalmazott, nem pedig a SAACD/CD hibridet, bár még mindig tartalmazott egy DVD-t, mely megegyezett az Európai kiadással, néhány szerzői jog kivételével, és logókkal.
Az újrakiadás némileg megőrizte az album eredetét, mely többnyire megegyezett a brit változattal. Az Észak-Amerikai kiadás kibővült néhány olyan dallal, melyet még soha nem adtak ki ott. Például a "New Life" eredeti változat, nem pedig a remix került fel, vagy az "I Once Wish I Was Dead" című dal. A kiadvány végén szerepel az első Depeche Mode dal, a "Dreaming of Me", mely nem szerepelt az eredeti kiadáson. Az Egyesült Királyságban megjelent eredeti CD négy bónusz dala kimaradt az újra kiadott CD-ről, de a DVD-n rajta volt.
A DVD tartalmaz egy 28 perces dokumentumfilmet is az album elkészítéséről melynek a Depeche Mode: 1980-1981  (Do We Really Have to Give Up Our Day Jobs?) a címe. Továbbá interjúkat tartalmaz a csapattal, köztük Vince Clarke-val is, és más releváns munkatársakkal, mint pl. Daniel Miller. Illetve különféle fellépések is láthatóak, a Top of the Pops adáson túl az első fellépésükről is 1981-ből a "New Life" című dallal. A Speak & Spell turnéről készült régi BBC felvételek is helyet kaptak a DVD-n.
Az újra maszterelt album limitált kiadású bakeliten is megjelent 2007 márciusában.

## Számlista
| 1. | New Life                    | Vince Clarke | 3:43 |
| 2. | I Sometimes Wish I Was Dead | Vince Clarke | 2:16 |
| 3. | Puppets                     | Vince Clarke | 3:55 |
| 4. | Boys Say Go!                | Vince Clarke | 3:03 |
| 5. | Nodisco                     | Vince Clarke | 4:11 |
| 6. | What's Your Name?           | Vince Clarke | 2:41 |

| 1. | Photographic            | Vince Clarke | 4:44 |
| 2. | "Tora! Tora! Tora!"     | Martin Gore  | 4:34 |
| 3. | Big Muff (instrumental) | Martin Gore  | 4:20 |
| 4. | Any Second Now (Voices) | Vince Clarke | 5:10 |
| 5. | Just Can't Get Enough   | Vince Clarke | 3:40 |

- A „Dreaming of Me” (Fade Out Version) dal az „I Sometimes Wish I Was Dead” helyére lép az eredeti német hanglemez kiadásokon, és CD-n.

| 11. | Dreaming of Me (cold end version)  | 4:03 |
| 12. | Ice Machine (cold end version)     | 4:05 |
| 13. | Shout!                             | 3:46 |
| 14. | Any Second Now                     | 3:08 |
| 15. | Just Can't Get Enough (schizo mix) | 6:41 |

- A "Shout!" (a "New Life" kislemez B. oldaláról) CD-n és az összes későbbi kiadáson "Shout" néven szerepel, felkiáltójel nélkül.
- A "Dreaming of Me" és "Ice Machine" című dalok CD-n található verziói megegyeznek a 7" inches kislemezen található "cold end" verzióival. Ezzel szemben az amerikai CD újrakiadásán a "fading out" verziók szerepelnek.

| 1.  | New Life (remix)                   | 3:56 |
| 2.  | Puppets                            | 3:57 |
| 3.  | Dreaming of Me (fade out version)  | 3:42 |
| 4.  | Boys Say Go!                       | 3:04 |
| 5.  | Nodisco                            | 4:13 |
| 6.  | What's Your Name?                  | 2:41 |
| 7.  | Photographic                       | 4:58 |
| 8.  | Tora! Tora! Tora!                  | 4:24 |
| 9.  | Big Muff                           | 4:21 |
| 10. | Any Second Now (Voices)            | 2:33 |
| 11. | Just Can't Get Enough (schizo mix) | 6:41 |

| 1.  | New Life (remix)                  | 3:46 |
| 2.  | I Sometimes Wish I Was Dead       | 2:18 |
| 3.  | Puppets                           | 3:56 |
| 4.  | Boys Say Go!                      | 3:08 |
| 5.  | Nodisco                           | 4:15 |
| 6.  | What's Your Name?                 | 2:45 |
| 7.  | Photographic                      | 4:43 |
| 8.  | Tora! Tora! Tora!                 | 4:38 |
| 9.  | Big Muff                          | 4:24 |
| 10. | Any Second Now (Voices)           | 2:35 |
| 11. | Just Can't Get Enough             | 3:44 |
| 12. | Dreaming of Me (cold end version) | 4:03 |

- A CD egy hibrid SACD/CD többcsatornás SACD réteggel van ellátva.

| 1.  | Depeche Mode: 1980–81 (Do We Really Have to Give Up Our Day Jobs?)" (rövidfilm) | 28:24 |
| 2.  | New Life                                                                        | 3:46  |
| 3.  | I Sometimes Wish I Was Dead                                                     | 2:18  |
| 4.  | Puppets                                                                         | 3:56  |
| 5.  | Boys Say Go!                                                                    | 3:08  |
| 6.  | Nodisco                                                                         | 4:15  |
| 7.  | What's Your Name?                                                               | 2:45  |
| 8.  | Photographic                                                                    | 4:43  |
| 9.  | Tora! Tora! Tora!                                                               | 4:38  |
| 10. | Big Muff                                                                        | 4:24  |
| 11. | Any Second Now (Voices)                                                         | 2:35  |
| 12. | Just Can't Get Enough                                                           | 3:44  |
| 13. | Dreaming of Me (cold end version)                                               | 4:03  |

- A CD-hez tartozó DVD a Speak & Spell anyagát tartalmazza DTS 5.1, Dolby Digital 5.1 és PCM Stereo-val ellátva, bónuszokkal ellátva (lásd lejjebb)

| 14. | Ice Machine (cold end version)     | 4:05 |
| 15. | Shout!                             | 3:46 |
| 16. | Any Second Now                     | 3:08 |
| 17. | Just Can't Get Enough (schizo mix) | 6:44 |

## Közreműködtek
- A Speak & Spell jegyzései alapján készültek
- Depeche Mode – szintetizátor, hangok, ének
  - Vince Clarke
  - Andy Fletcher
  - Dave Gahan
  - Martin Gore
- Daniel Miller – producer
- Eric Radcliffe – hangmérnök
- John Fryer – hangmérnök
- Brian Griffin – fotó

## Slágerlista
| Slágerlista (1981–1982)                          | Legmagasabb helyezés |
| ------------------------------------------------ | -------------------- |
| Ausztrália Australian Albums (Kent Music Report) | 28                   |
| Németország (Offizielle Top 100)                 | 49                   |
| Új-Zéland (Recorded Music NZ Top 40 Albums)      | 45                   |
| Spanyolország Spanish Albums (AFYVE)             | 26                   |
| Svédország (Sverigetopplistan Top 60 Albums)     | 21                   |
| Egyesült Királyság (UK Albums Chart)             | 10                   |
| Egyesült Királyság UK Independent Albums (MRIB)  | 1                    |
| USA Billboard 200                                | 192                  |

| Slágerlista (2006)              | Legmagasabb helyezés |
| ------------------------------- | -------------------- |
| Olaszország (FIMI Album Top 20) | 99                   |

| Slágerlista (1982)                  | Helyezés |
| ----------------------------------- | -------- |
| Egyesült Királyság UK Albums (BMRB) | 77       |

## Minősítések
| Régió                                                       | Minősítés | Eladott példányszám |
| ----------------------------------------------------------- | --------- | ------------------- |
| Németország (BVMI)                                          | arany     | 250 000^            |
| Svédország (GLF)                                            | arany     | 50 000^             |
| Egyesült Királyság (BPI)                                    | arany     | 100 000^            |
| ^ Kiszállítási példányszámok kizárólag a minősítés alapján. |           |                     |